# 棕櫚灘縣
棕櫚灘縣是位於美国佛罗里达州東南部的一個縣。该县成立于1909年4月30日，由戴德县分割而出，成为佛罗里达州的第47个县，棕榈滩县的名称来源于该地区最早的定居点之一——棕榈滩。根据2020年美国人口普查，棕榈滩县的总人口为1,492,191人，是佛罗里达州人口第三多的县，仅次于迈阿密-戴德县和布劳沃德县。棕榈滩县的县治和最大城市是西棕榈滩，2020年人口为117,415人。棕榈滩县有39个建制市镇，这些市镇的总面积为337平方英里，占该县总面积的17%。尽管县内人口稠密，但大部分土地仍保持未开发状态，特别是县中部和西部地区，主要用于农业生产。棕榈滩县是迈阿密都会区的重要组成部分，该都市区在2020年拥有6.14百万居民，长期以来吸引着大量人口迁入，推动了该地区的经济和社会发展。
棕榈滩县位于佛罗里达州的东南沿海，东临大西洋，拥有长达47英里的海岸线。这里的海岸被誉为“佛罗里达黄金海岸”（Florida's Gold Coast），因西班牙帆船在此沉没后人们在附近海域发现大量黄金而得名。该县的总面积为2,385平方英里，其中1,977平方英里为陆地，408平方英里为水域，使其成为美国本土密西西比河以东面积最大的县之一。水域包括州内最大的淡水湖——奥基乔比湖，该湖是美国除五大湖之外最大的淡水湖。棕榈滩县的主要水系还包括沿海水道，为县内生态系统和经济发展提供了重要支持。该地区属于热带季风气候，全年温暖湿润，夏季炎热多雨，冬季温和干燥。由于其地理位置，棕榈滩县常受飓风影响。
棕榈滩县在19世纪末随着石油大亨亨利·弗拉格勒将佛罗里达东海岸铁路延伸至该地区而发展起来，并迅速发展为富裕阶层的高档度假胜地。现今，棕榈滩县是佛罗里达州经济最发达的地区之一，拥有多元化的产业结构。该县的三大支柱产业为旅游业、建筑业和农业。这里拥有众多豪华度假村、高尔夫球场和海滩，西棕榈滩、棕榈滩和博卡拉顿等地的度假设施尤为著名，每年吸引大量游客前来度假、购物和休闲。此外，高科技产业，尤其是生物技术领域，也为当地经济增长提供了新动力。

## 历史

### 棕榈滩县名称的由来
棕榈滩县的名称来源于一种并非原生于佛罗里达的植物——椰子树（Cocos nucifera）。椰子树最早出现在该地区，是因一场发生于1878年的海难事件。当时，一艘名为普罗维登斯号（Providencia）的西班牙帆船从古巴哈瓦那驶往西班牙加的斯，在如今的海湖庄园附近遭遇船难。该船装载着大量椰子作为货物，原计划运往欧洲。普罗维登斯号的失事地点距离海岸不远，一些历史学者甚至推测，这次搁浅可能是船员故意为之，以便获取保险赔偿。然而，无论真相如何，大量被打捞上岸的椰子超出了当地居民食用的需求，于是当地居民决定将这些椰子种植在沿海地区。随着时间的推移，椰子树在这片土地上茁壮成长，形成了一片郁郁葱葱的椰林。由于椰子树的广泛种植，该地区逐渐被称为“棕榈滩”。这一名称不仅反映了当地的自然景观，也成为了佛罗里达东海岸最具代表性的地名之一，而当年的那场海难竟意外地塑造了这个地区独特的历史与文化。

### 棕榈滩县的早期历史
大约12,000年前，印第安人开始迁徙至佛罗里达，其中南佛罗里达地区在西班牙人抵达时估计已有约20,000名印第安人居住，包括德贵斯塔人、杰加人、克鲁萨人以及后来的塞米诺尔人。1513年，西班牙探险家胡安·庞塞·德莱昂成为第一位踏足今日棕榈滩县的欧洲人，他在朱庇特湾登陆。到了17世纪末，非裔美国人也成为该地区的早期非原住民居民之一，其中许多人是逃离奴役的前奴隶或其后代。这些非裔难民在当时属于西班牙统治的佛罗里达寻求庇护，并与塞米诺尔人建立了联盟。然而，由于战争、奴役以及来自欧洲的疾病传播，印第安人口在18世纪急剧减少。
19世纪，西班牙对佛罗里达的控制逐渐削弱，最终在1819年的《亞當斯—奧尼斯條約》中，西班牙正式同意将佛罗里达割让给美国，并由美国承担500万美元的西班牙债务。1821年2月22日，美国总统詹姆斯·门罗宣布该条约生效，佛罗里达正式成为美国领土，欧洲列强对这片土地长达三百年的统治随之结束。美国接管佛罗里达后，总统门罗任命安德鲁·杰克逊将军为佛罗里达的首任军事总督。他上任后，首先将佛罗里达划分为两个县：圣约翰斯县和埃斯坎比亚县，其边界大致与前西班牙殖民地的划分相似。圣约翰斯县起初的范围极为庞大，包括整个佛罗里达半岛，一直延伸至基韦斯特，西部边界则以墨西哥湾和斯瓦尼河为界。
1822年3月30日，美国国会将东佛罗里达和西佛罗里达的一部分合并为佛罗里达领地。虽然佛罗里达已经成为了美国的国土，但与当地塞米诺尔人的冲突并未平息，随着越来越多白人移民涌入佛罗里达，严重冲击塞米诺尔人的生存空间，双方之间的矛盾日益凸显。在随后的塞米诺尔战争中，塞米诺尔人与逃亡黑奴并肩作战，对抗白人定居者和奴隶猎人。1838年，第二次塞米诺尔战争的一部分战役——洛哈奇战役便发生在今棕榈滩县境内。
随着美国的扩张和南方定居者的进入，该地区的开发逐步推进。1860年，朱庇特湾灯塔建成，以协助在大西洋夜间航行的船只，它也是目前棕榈滩县现存最古老的建筑物。1861年，南北战争爆发后，佛罗里达加入美利坚联盟国，成为南方邦联的一部分。战争期间，支持南方邦联的两名当地居民拆除了灯塔的照明装置，以阻止联邦军的军舰在夜间航行。其中一名参与拆除的男子奥古斯都·朗（Augustus O. Lang）后来成为棕榈滩县的第一位白人定居者。1863年，他在沃思湖东岸建造了一座棕榈叶小屋，成为当地最早的白人定居点之一。南北战争结束后，朱庇特灯塔于1866年重新点亮，恢复了其导航功能。
1873年10月，一场飓风导致一艘船在比斯坎湾和新河之间的海域触礁沉没。虽然船员成功逃生，但由于该地区极为荒凉，他们几乎因饥饿而丧命。为防止类似悲剧再次发生，美国政府决定在佛罗里达东海岸修建五座避难屋，供遭遇海难的船员临时避难。其中一座避难屋“橙树林避难屋3号”（Orange Grove House of Refuge No. 3）于1876年在今日的德尔雷比奇附近建成。

### 铁路建设推动地区发展
在19世纪末之前，该地区仍然人口稀少。真正推动该地区大规模开发的人物是石油大亨亨利·弗拉格勒。1890年代初，弗拉格勒首次来到该地区，并看到了其商业潜力。他大规模收购沃思湖两岸的土地，并吸引其他投资者纷纷效仿，带动了当地的经济繁荣。1894年2月，他修建的皇家波因西安娜酒店正式开业，迎接前来佛罗里达避冬的富裕游客。仅一个月后，他旗下的佛罗里达东海岸铁路也延伸至西棕榈滩，积极促进了该地区的交通和经济发展。同年11月5日，西棕榈滩正式建市，成为棕榈滩县历史最悠久的城市。
1896年，弗拉格勒在棕榈滩开设了另一座豪华酒店——棕榈滩旅馆，该酒店后来被重新命名为浪花酒店。1902年，他在棕榈滩修建了自己的冬季豪宅，并与妻子在此居住。此外，弗拉格勒的铁路建设也促成了周边城镇的兴起。例如，内森·博因顿少校在1890年代末建立了博因顿比奇，国会议员威廉·林顿推动了德尔雷比奇的开发，而马斯·里卡兹则在博卡拉顿一带发展。
19世纪末，棕榈滩县开始吸引各类移民前来定居和发展农业。 早期定居的农民发现这片土地肥沃，他们大部分收入来自种植蔬菜，在冬季供应北方市场。1905年，约瑟夫·坂井（Joseph Sakai）在如今的博卡拉顿地区创立了大和殖民地（Yamato Colony），一度吸引了许多日本农民来到此地务农，乔治·森上（George Morikami）便是其中一位成功的农民。然而，由于农作物病害等各种困难，日本人社群从未发展壮大，并逐渐衰落，直到二战期间被解散。乔治·森上在1970年代中期将自己的家园和部分土地捐赠给棕榈滩县，成为现今的森上博物馆和日本庭院。

### 棕榈滩县的诞生
1909年，佛罗里达州议会投票决定从当时的戴德县北部划分出一个新的行政区域，正式成立棕榈滩县。最初，该县包括整个奥基乔比湖。然而，在接下来的几十年里，棕榈滩县的边界发生了多次调整。1915年，其最南部地区被划出，成为新成立的布劳沃德县的一部分。1917年，该县的西北部被划入奥基乔比县。1925年，棕榈滩县最北端的部分区域被分离出来，形成马丁县的南部地区。1963年，佛罗里达州议会再次调整奥基乔比湖的划分，使棕榈滩县的湖泊占比从原本的80%减少到不到40%，其余部分被分配给格莱兹县、亨德里县、马丁县和奥基乔比县。最后一次边界变更发生在2009年，当时将该县的一小块土地被划归布劳沃德县。
随着棕榈滩县的正式成立，南佛罗里达进入了一个快速发展的时期，特别是在1910年代和1920年代，恰逢佛罗里达地产热潮。南佛罗里达的人口和经济增长迅猛，棕榈滩县的许多历史性街区和建筑地标都建于1920年代，并被列入美国国家史迹名录，当时参与其中的著名建筑师包括莫里斯·法蒂奥、阿迪森·米兹纳、马里昂·西姆斯·怀耶斯，以及哈维与克拉克建筑事务所。在这一建筑热潮的推动下，西棕榈滩的房地产总价值从1920年的1,360万美元飙升至1925年的6,100万美元，并在1929年大萧条爆发前夕短暂达到8,900万美元的高峰。该市人口在1920年至1927年间增长了四倍，反映了该地区的繁荣景象。
然而，1928年奥基乔比飓风给这片繁荣的土地带来了毁灭性的打击。9月17日凌晨，这场四级飓风在西棕榈滩附近登陆，并迅速穿过奥基乔比湖，造成严重破坏。虽然该县东部沿海地区遭受了重大损失，但奥基乔比湖沿岸的社区——包括贝尔格莱德、帕霍基和南湾——遭受的灾难更为惨重。湖水在飓风的强风推动下掀起巨大风暴潮，淹没了数百平方英里的土地，造成至少2,500人死亡。官方统计显示，全县共有552家商铺被彻底摧毁，1,447家商铺受到损坏，3,584座房屋被夷为平地，11,409座房屋受损，导致4,008个家庭无家可归。然而，一些城市如博卡拉顿、格林艾克斯、兰塔纳和南棕榈滩未被纳入统计。此次飓风在南佛罗里达地区造成的经济损失约为2,500万美元。为防止类似灾难再次发生，联邦政府在奥基乔比湖沿岸修建了赫伯特·胡佛堤坝，以控制水位并减少洪水风险。
1926年迈阿密飓风和1928年奥基乔比飓风不仅带来了严重的人命和财产损失，也直接影响了南佛罗里达地区的经济，甚至在1929年华尔街股市崩盘之前就已让该地区陷入经济衰退。棕榈滩县的房地产市场崩溃，西棕榈滩的房地产总价值从1930年的4,160万美元暴跌至1935年的1,820万美元。

### 二战期间的棕榈滩县
在第二次世界大战期间，棕榈滩县的多个地点在战争期间被改造并投入军事用途。西棕榈滩的莫里森机场因地理位置优越，成为美国陆军航空队和美国空军准备诺曼底登陆行动的重要基地，该机场后来发展成为今日的棕榈滩国际机场。博卡拉顿陆军航空基地不仅专门教授当时最先进的雷达技术训练，还曾是著名的塔斯克基飞行员和恩诺拉·盖伊号机组成员的训练基地之一，如今，这片土地已成为佛罗里达大西洋大学。1941年，棕榈滩县的兰塔纳机场建成启用，并成为美国民间航空巡逻队的基地之一，陆军航空队反潜司令部在战争初期将第17 反潜中队驻扎在兰塔纳机场，负责佛罗里达海岸、墨西哥湾和佛罗里达海峡的反潜任务，直到1943年1月该部队转移到基韦斯特，而机场后来发展成为今日的棕榈滩县公园机场。
佛罗里达州由于三面环海，容易成为潜在的攻击目标。时任州长斯佩萨德·霍兰意识到该州的脆弱性，因此推动成立了佛罗里达州防卫队（Florida Defense Force）和民间航空巡逻队，以应对可能的海上和空中袭击。二战期间，德国U艇在佛罗里达海岸附近袭击了数十艘补给船和油轮，甚至敌方飞机也曾在上空挑衅。当时，为了防止敌军发现目标，住宅和汽车的车灯在夜间都必须关闭，以免暴露目标。民间航空巡逻队曾发现一艘德国U型潜艇搁浅在卡纳维拉尔角附近，并在上空盘旋监视，然而该潜艇最终成功逃脱，此事件促使军方决定让民用空中巡逻队的飞机配备武器，以提高巡逻效率。此外，美国海岸警卫队女性预备役（SPARS）在棕榈滩县成立及受训，超过一万名女性加入。
美国陆军、海军和海岸警卫队还将当地的度假酒店改造为训练场所和医院，为战争提供支持。例如，亨利·弗拉格勒的浪花酒店美国陆军征用为战时医院，为士兵提供医疗服务。

### 二战后棕榈滩县的发展
二战结束后，佛罗里达州及棕榈滩县迎来了快速的人口增长。许多在战时驻扎于此的士兵在战争结束后选择留下，他们将佛罗里达视为充满机遇的土地，纷纷在此定居。1940年，棕榈滩县仅有8万人口。到1960年，人口已增长到接近25万。随着城市化的推进，特别是在1960年代末至1970年代初，大量中高收入退休人士选择迁入佛罗里达，带动了棕榈滩县新社区和城市的建设。同一时期，空调技术的普及极大地改善了该地区的居住和工作环境，使更多人愿意在此定居，棕榈滩县人口到1970年已达35万。到了1980年代，随着城市化进程的加快，棕榈滩县的人口以每年约5%的速度增长。快速的人口增长促使该地区的经济结构不断变化。战后，棕榈滩县的主要产业涵盖旅游业、农业、建筑业、房地产和服务业。1980年代，随着科技的进步，许多小型专业企业，尤其是电子行业，也加入了普惠和IBM等工业巨头的行列，在棕榈滩县建立了工厂。
战后，大量犹太人移民到佛罗里达州南部，主要移民到戴德县、布劳沃德县和棕榈滩县。到1950年，棕榈滩县的犹太人口已增长到约3,000人。三十年后，这一数字上升到89,000。此外，佛罗里达州作为美国东南部的门户，吸引了大量来自西印度群岛和拉丁美洲的移民，进一步丰富了当地的文化和语言多样性。拉丁裔是棕榈滩县人口增长最快的群体，1980年至2010年间，该县的拉丁裔人口从28,505人增长到250,832人，其中来自古巴、波多黎各和墨西哥仍占多数，但来自其他中美洲和南美洲国家的移民数量正在增加。
然而，自然灾害对该地区的影响依然显著。1949年8月28日，一场四级飓风袭击了沃思湖海滩，风速高达每小时130英里（215公里），摧毁了65座房屋，并损坏了13,283座房屋。1979年9月3日，飓风大卫在西棕榈滩附近登陆，风速达到每小时100英里（155公里），导致沿海地区建筑受损，部分屋顶被掀翻，农业损失尤其惨重，全县损失总额达3000万美元。2004年至2005年间，飓风弗朗西斯、珍妮和威尔玛相继袭击该地区，导致超过5.5万座房屋受损，3600多家企业受到影响，总损失高达29亿美元。2012年8月，飓风艾萨克带来的暴雨引发洪水，导致多个社区被淹，居民受困数日。2017年9月，飓风厄玛逼近，尽管最终路径偏西，但仍在西棕榈滩测得时速91英里（146公里）的强风，造成约3亿美元的损失，并导致5人死亡。
1960年12月，美国总统当选人约翰·肯尼迪在棕榈滩度假时，险些遭遇暗杀。刺客理查德·保罗·帕夫利克因发现肯尼迪与家人在一起而放弃行动，四天后警方逮捕了他，并在其车内发现了大量炸药。由于精神健康问题，帕夫利克最终未被定罪。此外，在冷战紧张局势加剧期间，政府在棕榈滩附近的花生岛修建了一座秘密防爆避难所，以供肯尼迪总统在紧急情况下使用。

## 地理

### 地理特征
棕榈滩县位于佛罗里达州东南部，是该州面积最大的县之一。全县总面积约2,383平方英里（6,170平方公里），其中陆地面积为1,970平方英里（5,100平方公里），水域面积占17.3%。主要的水体包括大西洋和奥基乔比湖。棕榈滩县的东部沿海地区高度城市化，而中部和西部地区则以郊区和乡村为主，部分地区如贝尔格莱德、南湾和帕霍基更接近佛罗里达腹地的乡村风貌。
该县的海岸线长达47英里（76公里），主要由屏障岛和半岛组成，如朱庇特岛、辛格岛和棕榈滩岛。这些岛屿与大陆之间隔着沿海水道，当地人称其为沃思湖。该水道由四个入口与大西洋相连，包括朱庇特口（Jupiter Inlet）、沃斯湖口（Lake Worth Inlet）、南沃斯湖口（South Lake Worth Inlet）和博卡拉顿口（Boca Raton Inlet），其中两个入口是自然形成的，而沃斯湖和南沃斯湖口则是人工开凿的。此外，该县水道内还有多个小岛，如希波卢克索岛、曼扬岛和花生岛。
棕榈滩县的气候属于热带气候，受墨西哥湾流影响，冬季温暖，夏季炎热湿润。夏季平均气温约为89°F（32°C），冬季平均气温约为74°F（23°C）。每年6月至10月为雨季，年均降水量约为62英寸（1,575毫米）。尽管这里气候温暖，但历史上曾在1978年出现降雪记录。
自然保育方面，棕榈滩县拥有众多受保护的自然区域，涵盖湿地、森林和野生动物保护区。其中最著名的是阿瑟·R·马歇尔洛克萨哈奇国家野生动物保护区，位于博因顿海滩，占地147,392英亩（59,647公顷），是佛罗里达州原始大沼泽地生态系统的一部分，栖息着美洲鳄、濒危的蜗鸢沼泽亚种以及超过257种鸟类。该保护区设有12英里（19公里）的自行车道和5.5英里（8.8公里）的独木舟航道。此外，县内还有多个州立公园和自然保护区，如约翰·D·麦克阿瑟海滩州立公园、朱庇特山脊自然保护区和草地湿地大沼泽保护区。

### 行政区划
棕榈滩县共有39个建制地区（包括城市、市镇和村庄），此外还有多个普查规定居民点和非建制地区。
棕榈滩县的39个建制地区包括13个城市（City）、16个镇（Town）和10个村庄（Village）。尽管名称不同，但根据佛罗里达州法律，城市、镇和村庄在法律地位上没有区别，每个建制地区都有独立的自治政府，由民选议会、市长和市政经理管理各自的市政事务，如执法、规划和公共设施维护等。以下是棕榈滩县的39个建制地区：  
- 帕霍基
- 贝尔格莱德
- 南湾
- 德贵斯塔
- 朱比特湾殖民地
- 朱庇特
- 朱诺海滩
- 棕榈滩花园
- 北棕榈滩
- 莱克帕克
- 里维埃拉比奇
- 棕榈滩海岸
- 芒谷阿园
- 棕榈滩
- 西棕榈滩
- 哈弗希尔
- 格伦岭
- 克劳德湖
- 棕榈泉
- 克拉克湖岸
- 皇家棕榈滩
- 惠灵顿
- 格林埃克斯
- 亚特兰蒂斯
- 湖值海滩
- 南棕榈滩
- 兰塔纳
- 马纳拉潘
- 希波吕托
- 博因顿比奇
- 海洋岭
- 高尔夫
- 布里尼微风
- 海湾溪
- 德尔雷比奇
- 高地海滩
- 博卡拉顿
- 洛克斯哈特克黑格罗夫斯
- 韦斯特莱克

棕榈滩县内有多个普查规定居民点，这些地区在统计上被划分出来以便于收集和分析人口数据，但并不具有独立的市政政府。以下是2020年美国人口普查指定的普查规定居民点：  
- 阿凯西亚维拉斯
- 卡巴纳殖民地
- 凯纳尔波因特
- 枪会庄园
- 朱诺里奇
- 朱庇特农场
- 肯伍德庄园
- 贝尔维迪尔湖庄园
- 湖港
- 莱姆斯通克里克
- 派恩艾尔
- 普兰泰申移动屋园区
- 皇家棕榈庄园
- 圣卡斯尔
- 沙尔瑟克尔
- 塞米诺尔庄园
- 斯泰西街
- 阿克埃奇
- 沃特盖特
- 韦斯特盖特

除了建制地区和普查规定居民点，棕榈滩县还有一些非建制地区，这些区域没有正式的地方政府，通常由县政府提供基础设施和公共服务。以下是棕榈滩县的主要非建制地区：  
- 西博卡拉顿

## 人口
截至2022年，棕榈滩县的总人口为149万，相较于2021年的148万增长了0.916%。从2010年到2022年，该县人口增长了14.7%，远高于全美7.7%的平均增长率，但略低于佛罗里达州同时期的增长幅度（18%）。在这12年间，棕榈滩县有11年实现人口增长，只有在2019年至2020年的冠状病毒疫情间出现了0.2%的下降。2015年至2016年，该县迎来了最大的人口增长率，达到1.9%。总体而言，棕榈滩县在2010年至2022年间的年均增长率约为1.2%。
种族构成方面，棕榈滩县人口最多的族群是非拉丁裔白人，2022年约有77.3万人，占总人口的51.7%。其次是非拉丁裔的非裔美国人（Black or African American Non-Hispanic），人数约为27万人，占18.1%。拉丁裔白人位居第三，约有14.6万人，占9.77%。此外，混血拉丁裔人口为8.39%，其他拉丁裔群体占4.63%。整体上，2022年拉丁裔人口已占全县人口的23.5%，达到了35.1万。自2010年以来，拉丁裔群体增长最为显著，从25.3万增加至36.7万，增幅达114,375人。
棕榈滩县的移民人口比例较高。2022年，约26.7%的居民（39.9万人）出生于美国以外，这一比例明显高于全美13.6%的平均水平，但略低于佛罗里达州整体情况。2022年，美国公民占全县人口的88.4%，低于全国平均水平93.5%，并较2021年的88.5%有所下降。
在年龄分布方面，棕榈滩县的人口老龄化趋势明显。2010年至2022年间，65岁及以上人口增长最快，增幅达到33.7%。相比之下，0至4岁年龄段的人口增长最少，仅增长4%。整体上，该县的中位年龄为45.2岁，显示出相对较高的老龄化水平。
此外，棕榈滩县的家庭收入水平在2022年有所提升。全县的家庭收入中位数从2021年的68,874美元增加到2022年的76,066美元，增长幅度达到10.4%。这一增长反映了该地区经济的稳定发展，同时也可能受到高收入退休人口迁入的影响。

## 政治

### 政府结构
棕榈滩县于1984年11月6日通过全民公投，决定实行“自治宪章县”（Home Rule Charter County）的政府形式，并于1985年1月1日正式生效。这一自治形式赋予县政府更大的自主权，使其能够在不违反州和联邦法律的前提下，自行制定和实施本地条例及法律。自治政府的优势包括允许居民通过选举产生的县委员会决定地方事务，赋予选民修改或制定本地法律的权利，并提供修改宪章及罢免县委员的程序。
棕榈滩县的立法机构是县委员会（Board of County Commissioners，BCC），负责制定条例和决议。最初，县委员会由五名委员组成，全部由全县选民选出。1990年，选举制度改革，县委员会扩展至七名委员，每名委员代表一个单一选区，并由该选区选民直接选举产生。每位委员的任期为四年。委员会成员会从内部选举一名县长（Mayor），负责主持会议并代表县政府进行官方活动，同时选出一名副县长（Vice Mayor），在县长缺席时代行职权。县委员会的主要职责包括制定和监督实施涉及公共安全、基础设施建设、住房与社区发展、环境保护、土地利用规划、文化及娱乐设施等多个领域的政策。此外，县委员会可以与其他政府机构签订合作协议，共同履行某些职能。
县政府的行政机构由县委员会任命的县行政官（County Administrator）领导。县行政官负责执行委员会批准的政策，并管理县政府的日常运作。同时，县行政官还在委员会的批准下任命副行政官和各部门主管，以确保各项政策的有效落实。
除了县委员会，棕榈滩县还设有宪制官员和司法机构，这些官员由全体县选民在大选中直接选举产生，任期为四年。主要的宪制官员包括巡回法院书记兼审计长（Clerk of the Circuit Court and Comptroller）、财产评估官（Property Appraiser）、治安官（Sheriff）、选举监督官（Supervisor of Elections）、公设辩护人（Public Defender）、地方檢察官（State Attorney）及税务官（Tax Collector）。这些官员的职责涵盖司法管理、执法、财产评估、选举事务及税务管理等多个领域。
棕榈滩县并未采用合并型或都市型（Metro）政府模式，因此县政府对棕榈滩县学区并无管辖权。该学区由非党派选举产生的学区委员会（School Board）管理，并由学区委员会任命学区总监（Superintendent）负责日常运作。同样，南佛罗里达水务管理区（South Florida Water Management District）、儿童服务委员会（Children's Services Council）、医疗保健区（Health Care District）、排水区（Drainage Districts）、入海口管理区（Inlet Districts）以及县内各市镇政府均不受县委员会管辖。

### 政治取向
在总统选举方面，从1948年至1988年，该县长期由共和党占据主导。自1992年起，棕榈滩县转为支持民主党总统候选人。然而，自2000年大选以来，民主党在棕榈滩县的领先幅度逐渐收窄，而共和党在该县的得票率稳步上升，选民结构正逐渐向两党均衡发展。例如，在2000年总统选举中，民主党阿尔·戈尔以约27个百分点的优势击败共和党的乔治·布什，而到了2020年总统选举，乔·拜登在该县仅以不到13个百分点的优势击败唐纳德·特朗普（特朗普本人即为棕榈滩县居民）。这一趋势在2024年继续延续，賀錦麗在棕榈滩县以不到50%的得票率险胜，这是民主党自1992年以来在该县最差的表现。
棕榈滩县在2000年美国总统选举中曾成为全国关注的焦点。当年，该县选举监督官特蕾莎·勒波尔设计的“蝴蝶选票”（butterfly ballot）引发了争议，许多选民误将票投给了改革党候选人帕特·布坎南，而不是民主党候选人阿尔·戈尔。由于该选票设计问题及极端接近的佛罗里达州选举结果，佛罗里达州最高法院下令在多个县进行人工重新计票。然而，美国最高法院在布什诉戈尔案中推翻了这一决定，使得佛罗里达州务卿凯瑟琳·哈里斯依据最初计票结果，将该州的25张选举人票授予共和党候选人乔治·布什，最终促成小布什在全国范围内的胜利。
在佛罗里达州长选举方面，棕榈滩县曾长期作为民主党的稳固票仓，自1990年起，该县的选民大多支持民主党候选人。然而，这一趋势在2022年州长选举中发生了变化，共和党州长罗恩·德桑蒂斯在连任竞选中以51%的得票率赢得该县，这是共和党在多年后首次在州长选举中胜出，标志着当地政治版图的变化。
在美国国会众议院，棕榈滩县共有四个选区，其中三席由民主党人担任，分别是第二十选区的希拉·舍菲勒斯-麦考密克、第二十二选区的洛伊斯·弗兰克尔和第二十三选区的贾里德·莫斯科维茨，而唯一的共和党议员是第二十一选区的布莱恩·马斯特。
在佛罗里达州众议院，棕榈滩县的九个选区席位分别由民主党和共和党议员占据。其中，民主党占据五席，分别是第八十一选区的凯利·斯基德莫尔、第八十六选区的马特·威尔海特、第八十七选区的大卫·西尔弗斯、第八十八选区的奥马里·哈迪和第九十选区的约瑟夫·卡塞洛。共和党则占据四席，分别是第八十二选区的约翰·斯奈德、第八十五选区的里克·罗斯、第八十九选区的迈克·卡鲁索和第九十一选区的艾米莉·斯洛斯伯格。
在佛罗里达州参议院，棕榈滩县的四个选区分别由共和党和民主党各占两席。其中，共和党议员包括第二十五选区的盖尔·哈雷尔，而民主党议员包括第二十九选区的蒂娜·波尔斯基、第三十选区的鲍比·鲍威尔和第三十一选区的洛瑞·伯曼。

## 经济
棕榈滩县是佛罗里达州面积最大、人口第四多的县，长期以来，外来人口的迁入一直是推动该县经济增长的重要因素。棕榈滩县是佛罗里达州最富裕的地区之一，在全州67个县中排名前五，领先于邻近的马丁县和布劳沃德县。根据金融科技公司SmartAsset的研究，该县在投资收入、房产价值和人均收入等方面均处于全州前列，2023年本地生产总值达到1067亿美元，占佛罗里达州总量的8.3%。居民的家庭收入中位数为68,874美元，投资收入达到149,636美元，房产中位数价值为458,834美元。棕榈滩县的主要产业涵盖旅游业、建筑业、农业、高科技制造业、生命科学、金融与专业服务等多个领域。
棕榈滩县是佛罗里达州最受欢迎的旅游目的地之一，凭借其迷人的海岸线、多元的文化和丰富的景点吸引了大量游客。2023年，到访棕榈滩县的游客数量达到950万人次，比2022年增长2.2%，酒店和短租平台（包括Airbnb、Vrbo）的预订量大幅增长。旅游税收也创下新高，2023年财政年度的住宿税收收入达到8400万美元，比2022年的7800万美元增长8%，相比2019年冠状病毒疫情时更是增长了55%。体育旅游业对该县的旅游经济贡献巨大，举办的各类体育赛事吸引了大量运动爱好者。休闲与酒店业对地方经济的重要支撑作用，在2023年为该县提供了90,300个就业职位。此外，商务旅行也是棕榈滩县旅游业的重要部分，每年吸引大量专业人士前来参加会议、展览和商务活动。此外，许多电影和电视产业利用该县的自然美景进行拍摄，进一步提升了棕榈滩县的知名度。
棕榈滩县是全佛罗里达州农业收入最高的县，并在农作物收入方面也位居密西西比河以东所有县级行政区之首，大沼泽地农业区的大部分面积均位于棕榈滩县境内，农业用地约占该县总土地面积的35%。根据美国农业部2017年农业普查，该县的农业耕地面积达438,911英亩，农业销售收入约为14亿美元。该县是全美最大的甘蔗和甜玉米生产地，此外还主导着佛罗里达州的甜椒、大米、生菜、萝卜、中式蔬菜、西芹、茄子、香草和草皮产业。该县也是冬季期间美国蔬菜的重要供应地，因此被称为“冬季蔬菜之都”。棕榈滩县的甘蔗种植覆盖约40万英亩，全美18%的糖产量均来自该县。甘蔗产业还开发了一种名为甘蔗渣的副产品，这是一种可持续利用的生物燃料，可用于发电并制造100%可降解的餐具。此外，该县还是全北美最大的农业生物质发电中心，充分利用植物基材料进行可持续能源生产。
制造业在棕榈滩县经济中也占据重要地位。主要的制造领域包括医疗和制药产品、军用和商用航空器、电子产品和其他高科技产品。2022年，该县制造业共雇佣了20,517名员工，平均年薪为84,581美元。此外，棕榈滩县的四大制造企业，包括佛罗里达水晶公司（Florida Crystals Corporation）、普拉特·惠特尼公司（Pratt & Whitney）、美国糖业公司（U.S. Sugar）和切尼兄弟公司（Cheney Brothers），他们总共雇用了大约6,000名员工，占棕榈滩县制造业总就业人数的29%。
生命科学产业也是棕榈滩县经济发展的重点领域之一。该行业涉及生物技术研发、医疗设备制造、制药以及环境与生物科学。2021年至2022年，该县新增了514个生命科学相关职位，使总就业人数达到4,351人。

## 交通

### 公共交通
棕榈滩县的主要公共交通服务由县政府下辖的棕榈运输（Palm Tran）提供，该公营机构自1971年开始营运，为本地居民和游客提供固定线路巴士、无障碍交通服务，以及按需出行短途交通接驳服务Go Glades。棕榈运输在县内共设有约3,200个巴士站，并配备150辆单层巴士，巴士班次在高峰时段约每30分钟一班、非高峰时段每60分钟一班。此外，所有公交车均配备轮椅坡道、自动站点广播系统、监控摄像头及自行车架，以满足乘客的多元需求。
除了固定线路公交，棕榈滩县还设有多个本地穿梭巴士系统，以提高市区交通的便利性。其中，西棕榈滩提供名为Ride West Palm Beach的免费穿梭巴士服务，来往于西棕榈滩市中心及海旁地区，营运范围涵盖15个固定车站，同时提供按需服务。此外，棕榈滩县还有Circuit、Freebee和Rose Trolley等小型穿梭巴士系统，覆盖博卡拉顿、博因顿海滩、莱克沃思海滩、棕榈滩花园市、棕榈滩岛、惠灵顿及西棕榈滩等多个地区，为居民提供灵活、环保的出行选择。

### 铁路运输
棕榈滩县境内有两条主要的铁路走廊，即佛罗里达东海岸铁路走廊（FEC Corridor）和CSX铁路走廊（CSX Corridor）。
佛罗里达东海岸铁路最早由亨利·弗拉格勒在19世纪末至20世纪初修建，最初提供客运和货运服务，直至1968年停止客运服务。如今，佛罗里达东海岸铁路继续运行货运列车，并成为光亮线城际列车的重要通道。连接迈阿密和奥兰多的光亮线（Brightline）是佛罗里达州唯一一条最高速度可达125英里/小时（200公里/小时）的准高速铁路，也是美国唯一一条私人拥有和营运的城际客运铁路。光亮线目前在棕榈滩县有博卡拉顿和西棕榈滩两座车站。
CSX铁路走廊则是历史悠久的大西洋海岸线铁路的一部分，大致上沿着95号州际平行。该铁路走廊现由CSX運輸、三县铁路及美铁共同营运。三县铁路（Tri-Rail）是南佛罗里达的区域通勤铁路系统，自1989年开始运营，由南佛罗里达地区交通管理局（SFRTA）管理，连接棕榈滩县、布劳沃德县和迈阿密-戴德县，从棕榈滩县的芒谷阿园站一直延伸至迈阿密，全长71英里，为迈阿密都会区通勤人群的交通方式之一。长途铁路客运服务则由美鐵（Amtrak）提供，营运着纽约至迈阿密的银色流星号，以及芝加哥至迈阿密的佛罗里达人号两对长途列车，这两对列车均经停棕榈滩县内的德拉海滩站和西棕榈滩站。
此外，美国糖业公司在棕榈滩县西部拥有中南佛罗里达快线铁路（SCFE），主要用于糖业相关产品的运输。

### 水路运输
棕榈滩县拥有棕榈滩港，这是佛罗里达州14个深水港中第四繁忙的集装箱港口，同时也是美国第18大集装箱港口。该港口位于棕榈滩县东部，占地165英亩，尽管与其他主要集装箱港口相比它的面积较小，但其年吞吐量十分可观。在2018年财政年度，棕榈滩港的集装箱吞吐量达292,304个标准箱（TEU）。
与大多数美国港口不同，棕榈滩港主要以出口为主，出口货物占总货运量的80%，大部分出口货物输往加勒比海地区。该港口供应巴哈马60%的消费品，是加勒比地区的重要贸易枢纽。此外，棕榈滩港还处理柴油燃料、糖蜜、液体沥青及其他散装货物，并承担大型设备及项目货物的运输。海铁联运方面，佛罗里达东海岸铁路的在港口内提供24小时铁路货运服务。

### 航空运输
棕榈滩县境内有多个机场，其中最主要的是棕榈滩国际机场（IATA代码：PBI）。该机场不仅服务于商业航空公司，也为私人及公务航空提供服务，并设有美国海关及移民入境检查站。棕榈滩国际机场是棕榈滩县主要的航空货运进出口枢纽，也是迈阿密都会区第三大繁忙机场，仅次于迈阿密国际机场和劳德代尔堡-好莱坞国际机场，服务博卡拉顿、惠灵顿、博因顿海滩、朱庇特及棕榈滩花园的居民。
除了棕榈滩国际机场，棕榈滩县还有多个小型机场，主要服务于通用航空需求。例如，北棕榈滩县通用航空机场（FAA识别码：F45）为棕榈滩国际机场的备用机场，同时为朱庇特提供通用航空服务；棕榈滩县公园机场（IATA代码：LNA）位于棕榈滩县兰塔纳，专注于通用航空训练和小型飞机飞行，但禁止喷气式飞机起降；棕榈滩县格拉德斯机场（IATA代码：PHK）是位于棕榈滩县西部的一个小型公用机场，主要用于休闲航空及跳伞活动。此外，博卡拉顿、贝尔格莱德等地也设有多个小型行政及区域机场，以满足当地商务及私人航空需求。

## 教育

### 初等及中等教育
棕榈滩县的公立学校系统由棕榈滩县学区（SDPBC）管理，该学区是全美第十大公立学区，也是佛罗里达州第五大公立学区，覆盖整个棕榈滩县。在2018至2019学年，该学区的学生总数为192,533人，涵盖学前教育（Pre-K）至12年级。学区共有180所学校，其中包括109所小学、34所初中、23所高中，以及14所提供成人教育、社区教育及特殊教育（ESE）的学校。
棕榈滩县的学生群体多元化，白人学生占28.7%，黑人学生占27.2%，拉丁裔学生占37.5%，亚裔或亚太裔学生占3.1%，此外还有少数美洲原住民、阿拉斯加原住民、夏威夷原住民及混血学生。
该县的公立学校在全美范围内享有良好声誉，亚历山大·W·德雷福斯艺术学校和阳光海岸社区高中被《美国新闻与世界报道》杂志评选为2024年全美前100所公立高中，其中德雷福斯艺术学校排名第91位，阳光海岸高中排名第98位。这两所学校均为磁性学校，入学要求严格，需学生具备优异的学术成绩，而且学生的家庭经济条件也较佳，相比棕榈滩县学区有54%的学生符合联邦政府的校餐减免计划，这两所学校的符合比例较低，分别为23%和31%。此外，棕榈滩县有七所小学跻身全州最好的50所小学之列，其中有六所属于棕榈滩县学区。森上公园小学（Morikami Park Elementary School）位列佛罗里达州前十名公立小学之列，总体排名第六。
除了公立学校，棕榈滩县还拥有近160所私立及宗教学校，为学生提供不同的教育选择。这些学校包括美利坚海瑞学校、红衣主教纽曼高中、朱庇特基督学校、国王学院、本杰明学校、奥克斯布里奇学院、棕榈滩日间学院、圣约翰保罗二世学院、圣安德鲁学校等。

### 高等教育
棕榈滩县的高等教育体系涵盖公立大学、私立大学、职业技术学院以及专科学校。佛罗里达大西洋大学（FAU） 是该县最重要的公立大学之一，主校区位于博卡拉顿，并在朱庇特设有分校，提供涵盖艺术、建筑、教育、工程、商学、医疗保健、信息技术、公共安全等多个领域的本科和研究生课程。棕榈滩州立学院（PBSC） 是一所提供两年制和四年制学位的高等院校，在该县设有五个校区。该学院的学生人数接近49,000人，提供超过100种学科，包括应用科学学士学位、文学副学士学位、理学副学士学位以及短期职业技能证书课程。
除了公立院校，棕榈滩县还拥有多所私立大学。其中，棕榈滩大西洋大学位于西棕榈滩市中心，是一所基督教背景的四年制文理学院，强调人文学科与宗教教育的结合。凯泽大学主要提供商业管理、医疗保健及信息技术等专业课程。其他私立高等院校还包括林恩大学、诺瓦东南大学和南方大学等。

### 公共图书馆
棕榈滩县公共图书馆系统（Palm Beach County Library System）成立于1967年，由佛罗里达州议会通过特别法案设立，并作为县政府的一个部门营运。该系统目前由17个公共图书馆分馆组成，同时还配备了一辆流动图书馆，每月会在县内40多个地点停靠，为更多居民提供借阅服务。随着棕榈滩县人口的持续增长，图书馆系统也在不断扩展。棕榈滩县公共图书馆总馆位于西棕榈滩的峰会大道（Summit Boulevard），是该县最大的公共图书馆，馆藏超过188万件图书及其他资料。棕榈滩县最新的公共图书馆位于博因顿海滩西部峡谷镇中心（Canyon Town Center），占地33,000平方英尺，于2025年1月启用。
与邻近的布劳沃德县和迈阿密-戴德县不同，棕榈滩县的多个城市仍然各自独立地营运市立图书馆。然而，为了提高服务效率，县图书馆系统与13个城市图书馆建立了合作关系，实现资源共享，这些城市图书馆包括博卡拉顿、博因顿海滩、德尔雷海滩、高地海滩、莱克帕克、沃斯湖海滩、兰塔纳、马纳拉班、北棕榈滩、棕榈泉、棕榈滩、里维埃拉海滩以及西棕榈滩，使居民能够更方便地借阅各类书籍和资料，同时享受多种文化及教育活动。
棕榈滩县的图书馆历史可以追溯到1895年，当时由阿斯伯里·考德威尔（Asbury Caldwell）牧师发起，在西棕榈滩的第一座教堂——联合公理会教堂（Union Congregational Church）内设立了一间免费阅览室。然而，在考德威尔离开西棕榈滩后，该阅览室也随之解散。1899年，西棕榈滩公共图书馆正式成立，其藏书来自早前的联合公理会教堂阅览室，并获得了棕榈滩游艇俱乐部（Palm Beach Yacht Club）的捐赠，亨利·弗拉格勒也捐赠了100美元用于支持图书馆的营运。随着城市的发展，西棕榈滩公共图书馆经历了多次搬迁和扩建。1964年，位于威灵仙街100号的全新图书馆大楼正式启用。随后，图书馆于2012年迁至威灵仙街411号，与西棕榈滩市政中心同处一栋四层大楼内。

## 文娱设施

### 博物馆
- 美国兰花学会游客中心和植物园（American Orchid Society Visitors Center and Botanical Garden）
- 宾克·格里森历史博物馆（Bink Glisson Historical Museum）
- 米兹纳公园博卡艺术中心（Boca Centre for the Arts in Mizner Park）
- 博卡拉顿艺术博物馆（Boca Raton Museum of Art）
- 杜博依斯先锋之家（DuBois Pioneer Home）
- 亨利·莫里森·弗拉格勒博物馆（Henry Morrison Flagler Museum）
- 洛克萨哈奇河历史博物馆（Loxahatchee River Historical Museum）
- 朱庇特灯塔（Jupiter Lighthouse）
- 森上博物馆和日本花园（Morikami Museum and Japanese Gardens）
- 芒茨植物园（Mounts Botanical Garden）
- 诺顿艺术博物馆（Norton Museum of Art）
- 老学校广场文化艺术中心（Old School Square Cultural Arts Center）
- 理查德和帕特约翰逊棕榈滩县历史博物馆（Richard and Pat Johnson Palm Beach County History Museum）
- S·D·斯帕迪博物馆（S.D. Spady Museum）

### 公园及动物园
- 奥克赫雷公园（Okeeheelee Park）
- 约翰王子公园（John Prince Park）
- 绿沼自然中心和湿地（Green Cay Nature Center and Wetlands）
- 河湾公园（Riverbend Park）
- 戴尔公园（Dyer Park）
- 森上公园（Morikami Park）
- 菲尔·福斯特公园（Phil Foster Park）
- 卡林公园（Carlin Park）
- 杜博依斯公园（Dubois Park）
- 伯特·阿伦森南县区域公园（Burt Aaronson South County Regional Park）
- 狮国野生动物园（Lion Country Safari）
- 棕榈滩动物园（Palm Beach Zoo）

### 表演场地
- 皇家波因西亚娜剧院（Royal Poinciana Playhouse）
- 德尔雷海滩剧院（Delray Beach Playhouse）
- 沃森·B·邓肯剧院（Watson B. Duncan Theater）
- 多莉·汉德文化艺术中心（Dolly Hand Cultural Arts Center）
- 佛罗里达芭蕾舞团和棕榈滩歌剧院（Florida Ballet and the Palm Beach Opera）
- 雷蒙德·F·克拉维斯表演艺术中心（Raymond F. Kravis Center for the Performing Arts）
- 珊瑚天空露天剧场（Coral Sky Amphitheatre）
- 夕阳湾露天剧场（Sunset Cove Amphitheater）
- 海风露天剧场（Seabreeze Amphitheater）
- 峡谷露天剧场（Canyon Amphitheater）

### 体育场地
- 罗杰·迪恩体育场（Roger Dean Stadium）
- 棕榈滩棒球场（Ballpark of the Palm Beaches）
- 吉姆·布兰登马术中心（Jim Brandon Equestrian Center）